# Кафява майна
Кафявата майна (Acridotheres fuscus) е вид птица от семейство Скорецови (Sturnidae). Видът е незастрашен от изчезване.

## Разпространение
Разпространен е в Бангладеш, Бутан, Индия, Малайзия, Мианмар, Непал, Пакистан, Сингапур и Тайланд.